# Владимир Ненов
Владимир Иванов Ненов е български режисьор, роден в София.

## Биография
Завършва кинорежисура в Нов български университет през 2004 г. при Мариана Евстатиева-Биолчева и Иван Георгиев-Гец. Работи в Драматичен театър „Адриана Будевска“ – Бургас (1995 – 1997), Национална Кабелна Телевизия „Евроком“ – София (2001 – 2005), Балкан Българска Телевизия – София (2005 – 2006). От 2007 година живее и работи в Лондон.

## Филмография

### Игрални филми
- 2003 – „Търсят се асистентки“ (р);
- 2003 – „Прага“ (док), (сц+, р);
- 2004 – „Тайна“ (р);
- 2005 – „Кратък филм с Мари Трентинян“ (сц+, р);